# Успенка (Северо-Казахстанская область)
Успенка (каз. Успенка) — село в районе Магжана Жумабаева Северо-Казахстанской области Казахстана. Административный центр Успенского сельского округа. Код КАТО — 593677100.

## География
Расположено между озёрами Пронькино и Чистое.

## Население
В 1999 году население села составляло 831 человек (410 мужчин и 421 женщина). По данным переписи 2009 года, в селе проживало 603 человека (303 мужчины и 300 женщин).